# Zicuapo
Zicuapo är en ort i Mexiko.   Den ligger i kommunen Turicato och delstaten Michoacán de Ocampo, i den södra delen av landet, 250 km väster om huvudstaden Mexico City. Zicuapo ligger 737 meter över havet och antalet invånare är 102.
Terrängen runt Zicuapo är huvudsakligen kuperad, men åt nordväst är den bergig. Zicuapo ligger nere i en dal. Runt Zicuapo är det ganska glesbefolkat, med 25 invånare per kvadratkilometer. Närmaste större samhälle är La Ermita, 14,1 km norr om Zicuapo. I omgivningarna runt Zicuapo växer huvudsakligen savannskog.